# گمینا ساننگکی
گمینا ساننگکی (به لهستانی:  Gmina Sanniki) یک گمینا در لهستان است که در شهرستان گوستنگن واقع شده‌است. گمینا ساننگکی ۹۴٫۵۷ کیلومتر مربع مساحت و ۶٬۵۴۲ نفر جمعیت دارد.